# Алипашада
Алипашада (греч. Αληπασιάδα или Αληπασιάς) — эпическая поэма, написанная в начале XIX века на яннинском диалекте новогреческого языка албанским поэтом-мусульманином Хаджи Шахрети. В поэме восхваляются заслуги османского наместника Али-паши Тепеленского из г. Янина, описывается его жизнь и военные доблести. Языковой стиль поэмы уникален и до сих пор является предметом изучения многих лингвистов. Необычность поэмы заключается в том что, учитывая османский контекст её создания, албаноязычный поэт-мусульманин написал её на местном диалекте новогреческого языка, которым тогда пользовались в основном только православные жители империи, тем более что в поэме восхваляется другой мусульманин албанского происхождения. Впрочем, в начале XIX века окрестности г. Янины стали центром греческого культурно-языкового возрождения. Кроме того, греческий язык, наравне с турецким, продолжал оставаться престижным среди многих этнических албанцев, в том числе и мусульман. Надо сказать что сам Али-паша, несмотря на своё формально мусульманское вероисповедание, симпатизировал греческим гетеристами и даже вынашивал сепаратистские планы, за что и был казнён турками-османами в 1821 году. Интересно и то, что по мнению большинства лингвистов, новогреческим языком автор овладел преимущественно в результате живого общения и у него не было полноценного греческого образования. Тем не менее, в поэме ощущается и сильное влияние турецко-османского языка: её оригинал содержит такое большое количество тюркизмов, что он практически непонятен для тех кто не владеет греческим и турецким языками одновременно.